# Livadija
Livadija (in russo Ливадия; in ucraino Лівадія; in tataro di Crimea Livadiya) è una piccola località in Crimea, 3 km a ovest di Jalta. Oggi è conosciuta principalmente per la produzione di vino.

## Storia
Insediamento minore dei Tatari di Crimea nel medioevo, Livadija prese il nome dell'entrata del paradiso nella mitologia greca nel 1835, quando venne costruito un notevole parco panoramico. Livadija divenne residenza estiva degli zar di Russia nel 1861. Lo zar Alessandro III di Russia morì qui nel 1894. Il Palazzo di Livadija, costruito nel 1910-11, architetto Nikolai Krasnov, è ora un museo. Fu la residenza estiva dell'ultima famiglia imperiale russa. Nel 1945, fu utilizzato come luogo d'incontro della Conferenza di Jalta e residenza di Franklin Delano Roosevelt durante la Conferenza.

## Omaggi
L'asteroide 3006 Livadia, scoperto dall'astronomo sovietico Nikolaj Stepanovič Černych nel 1979, è chiamato come il sobborgo.

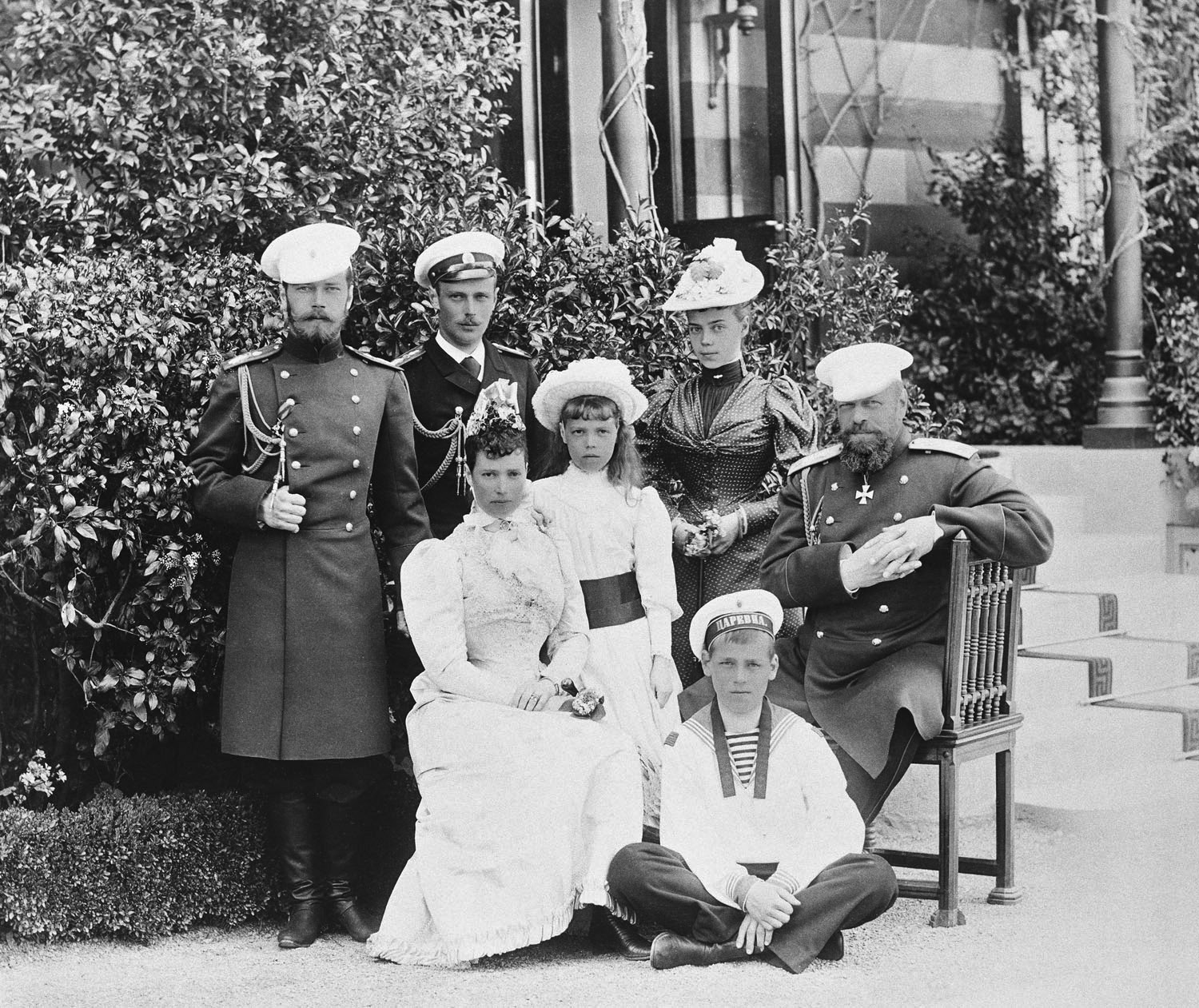
Zar Alessandro III con la famiglia a Livadia, intorno al 1890
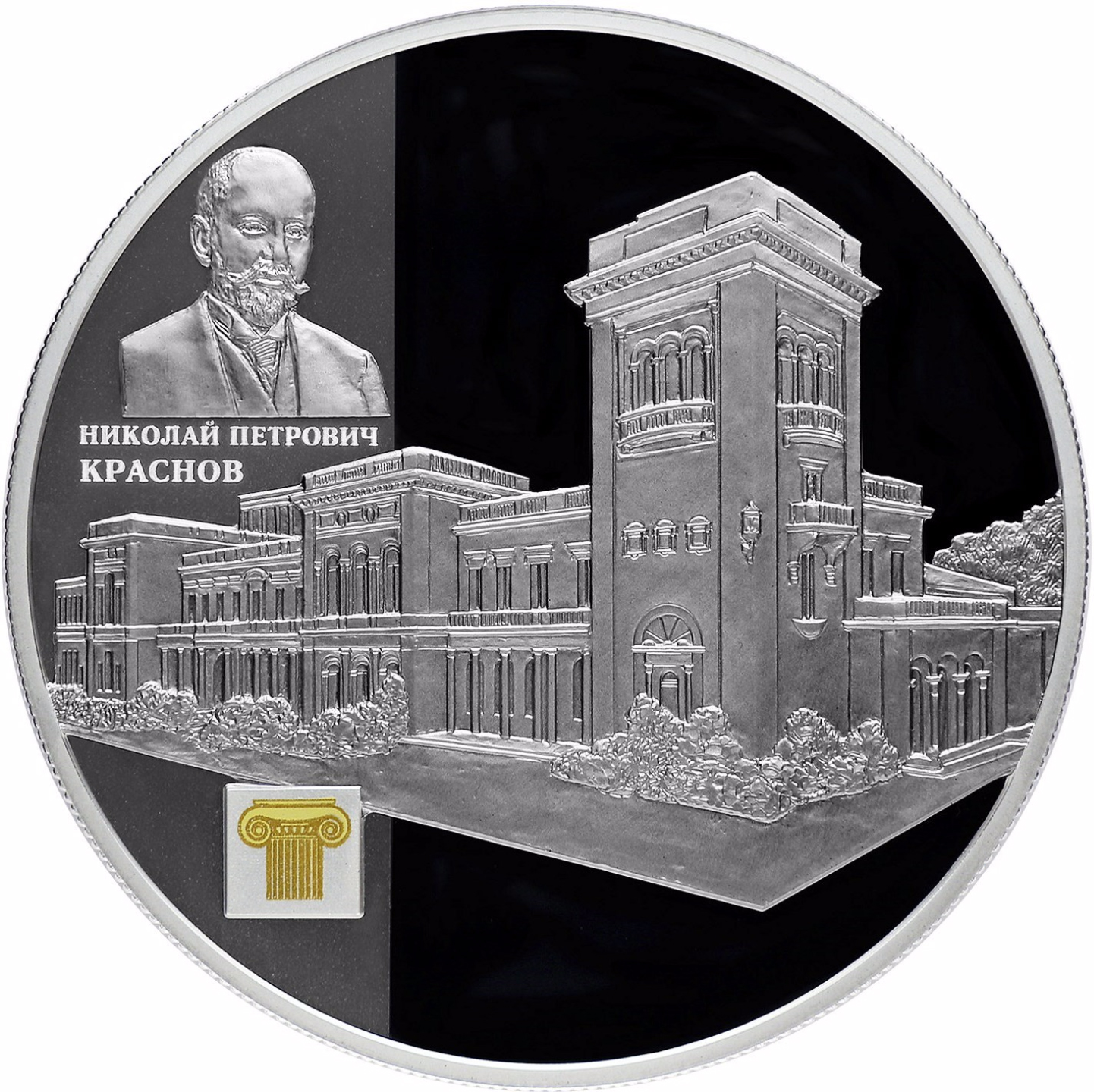
Architetto Nikolai Krasnov, moneta commemorativa
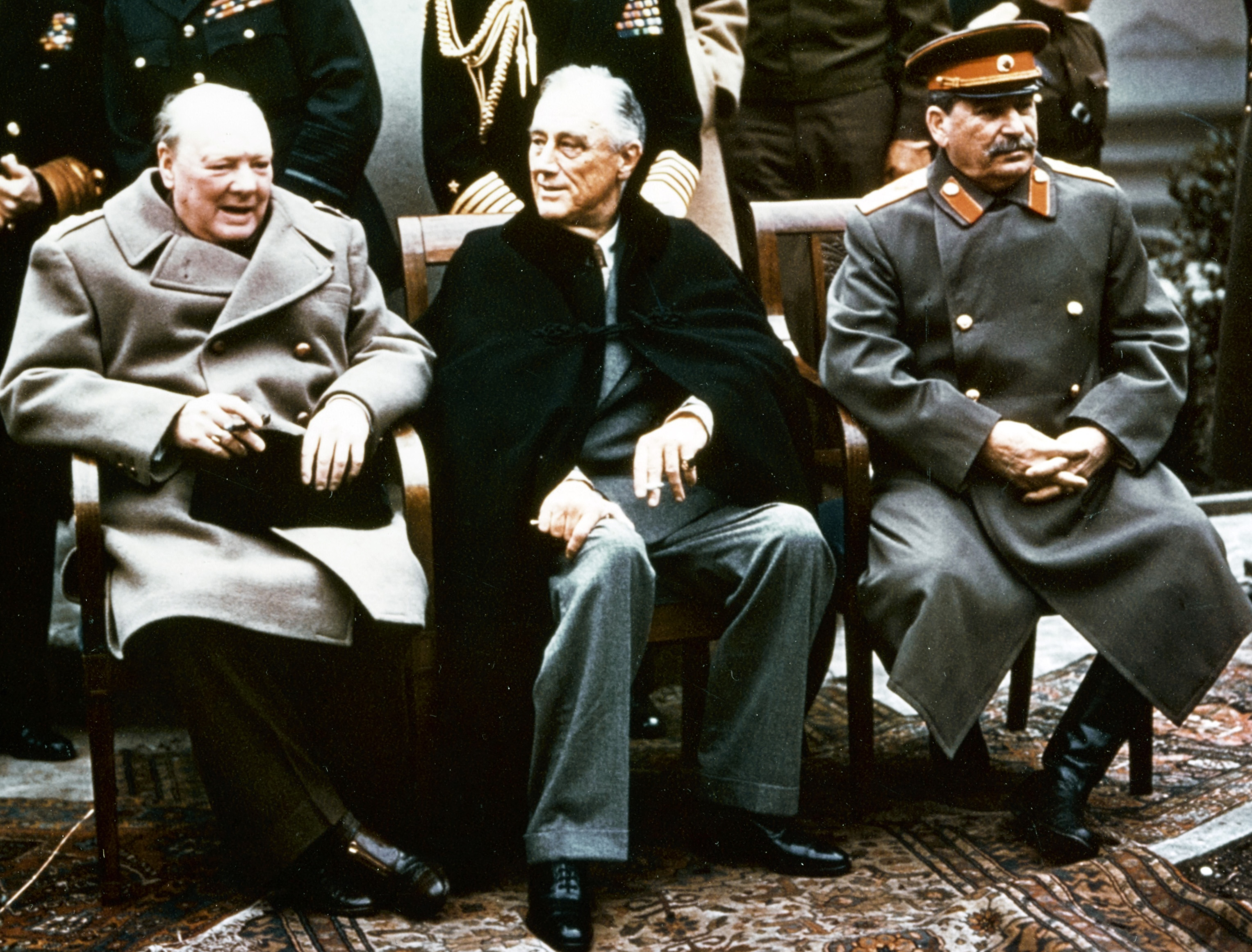
Conferenza di Yalta, 1945
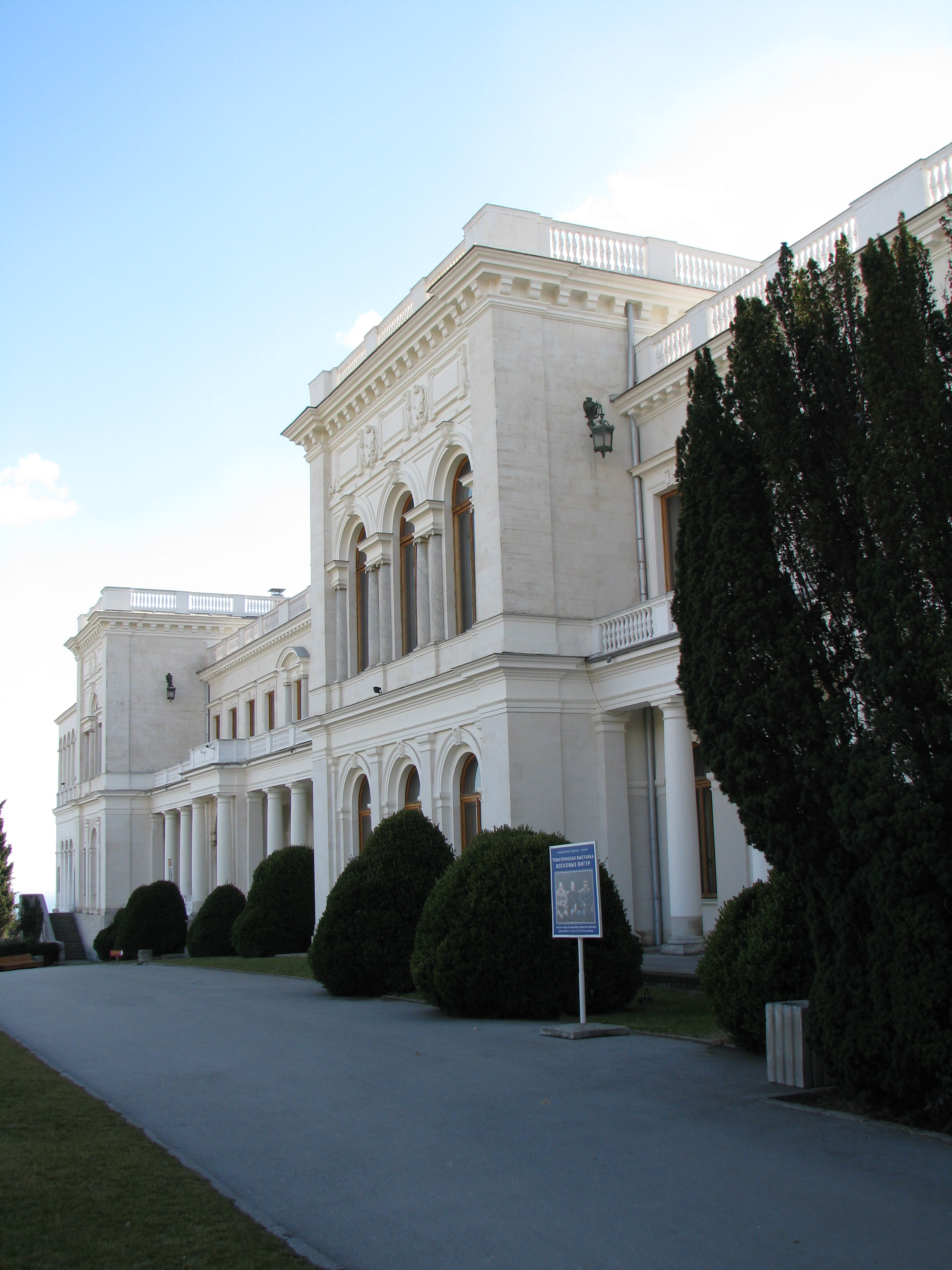
Facciata principale
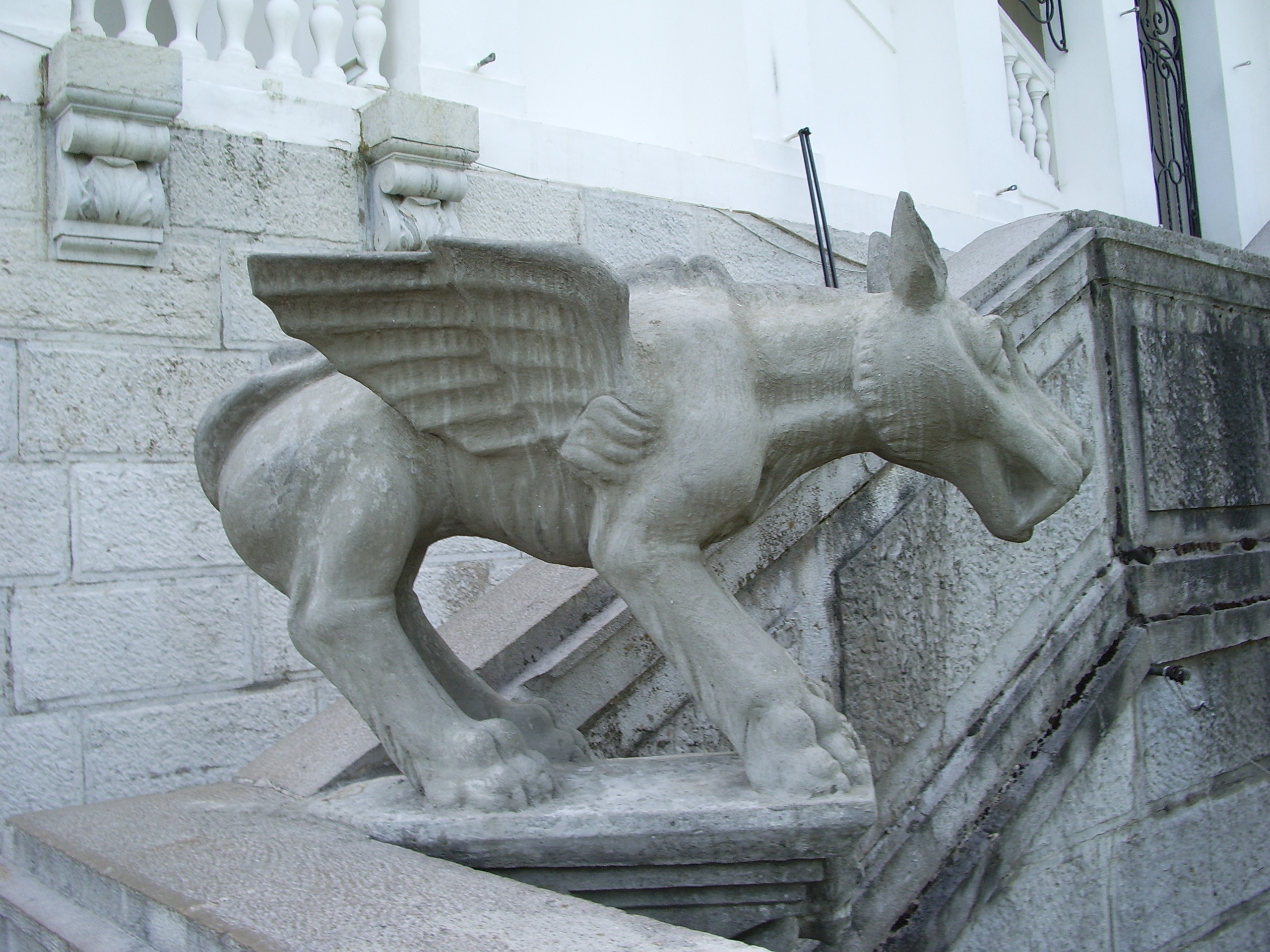
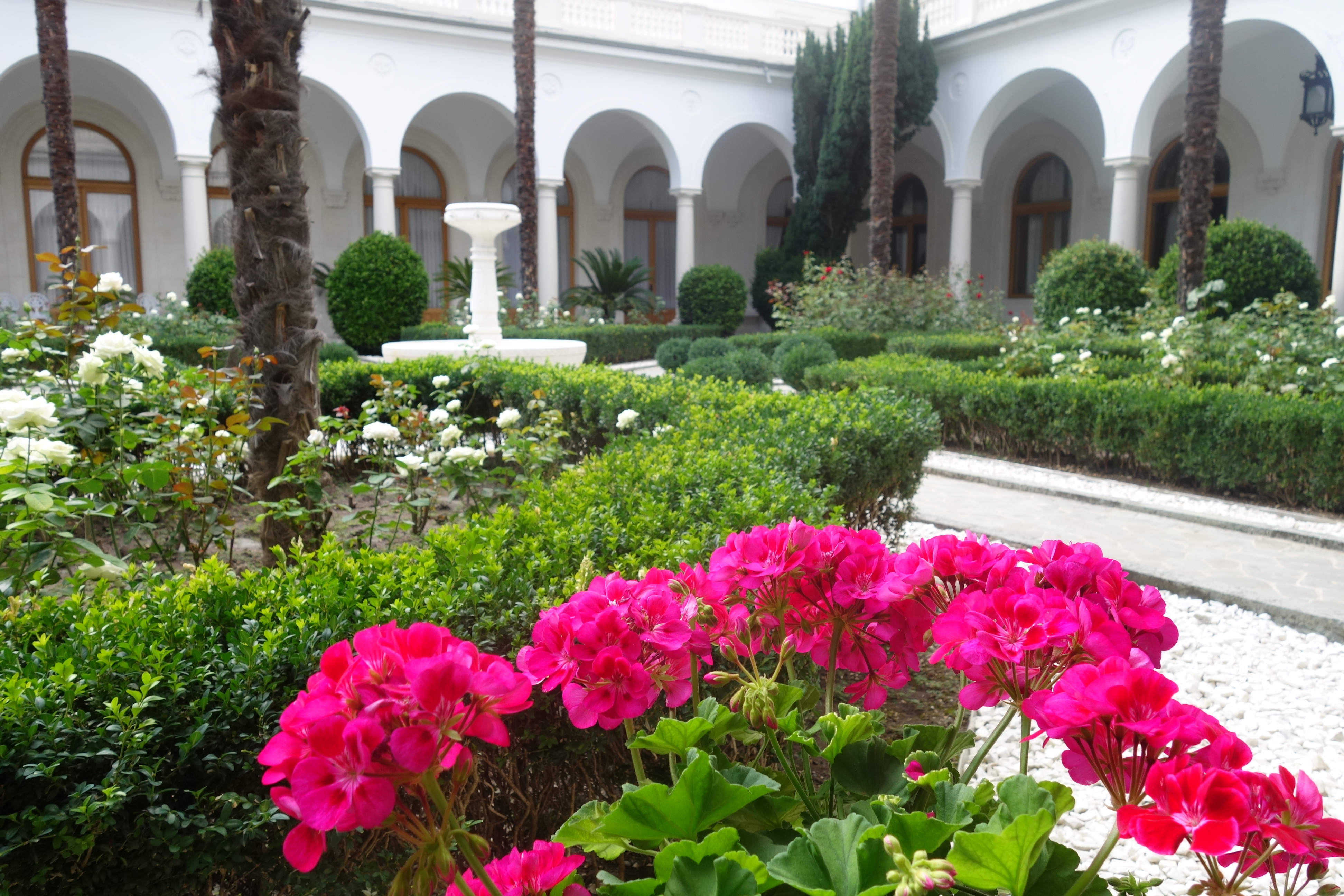
Cortile italiano
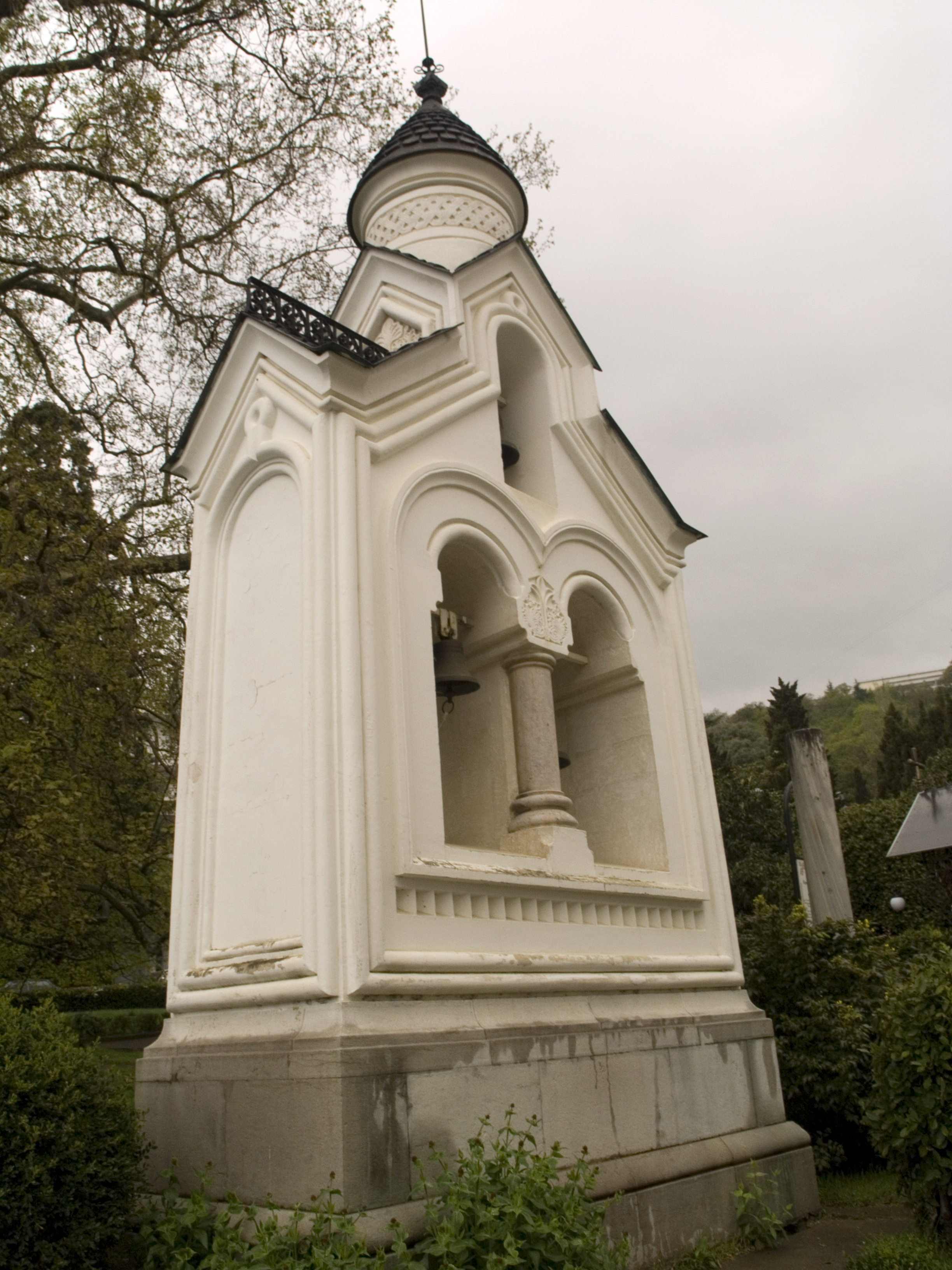
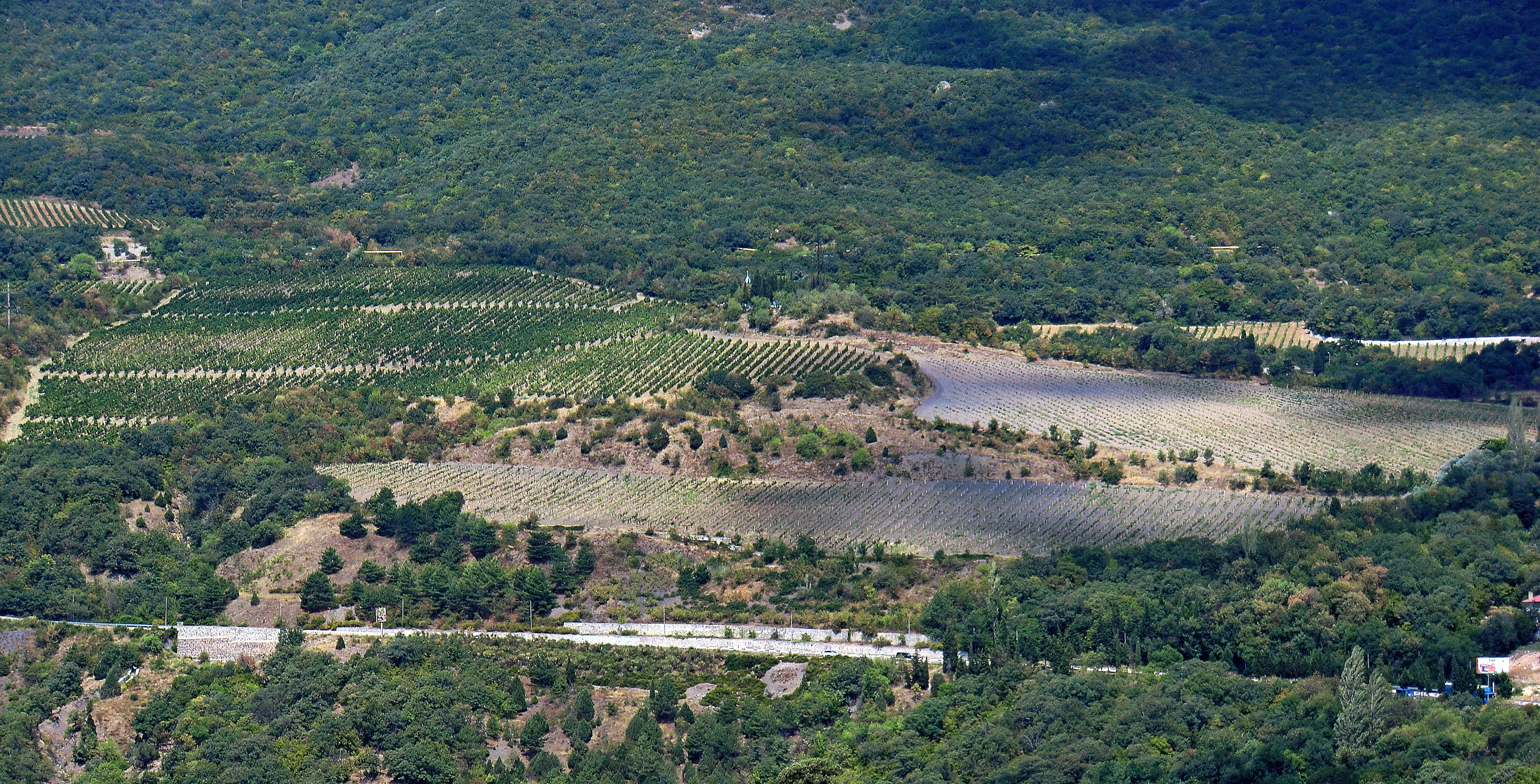
Veduta dei vigneti